# Prosílio
Prosílio (Prosilio) är en ort i Grekland.   Den ligger i prefekturen Nomós Ioannínon och regionen Epirus, i den centrala delen av landet, 290 km nordväst om huvudstaden Aten. Prosílio ligger 774 meter över havet och antalet invånare är 101.
Terrängen runt Prosílio är bergig åt sydost, men åt nordväst är den kuperad. Runt Prosílio är det mycket glesbefolkat, med 6 invånare per kvadratkilometer. Närmaste större samhälle är Katsikás, 18,0 km väster om Prosílio. Trakten runt Prosílio består till största delen av jordbruksmark.